# Северный (Калмыкия)
Северный — посёлок (сельского типа) в Октябрьском районе Калмыкии, в составе Иджилского сельского муниципального образования.
Население — 45 человек (2010)

## История
Дата основания не установлена. На карте Европейской части СССР 1938 года населённый пункт обозначен как посёлок Присарпинский. 28 декабря 1943 года калмыцкое население было депортировано, посёлок был включен в состав Никольского района Астраханской области. Не позднее 1956 году переименован в посёлок Северный. В 1957 году возвращен в состав вновь образованной Калмыцкой автономной области. 

## Физико-географическая характеристика
Посёлок расположен на юге Октябрьского района в пределах Волго-Сарпинской равнины, являющейся частью Прикаспийской низменности, на высоте 3 м над уровнем моря. Рельеф местности равнинный. К востоку от посёлка находятся пески.
По автомобильной дороге расстояние до столицы Калмыкии города Элиста составляет 210 км, до районного центра посёлка Большой Царын - 75 км, до границы с Юстинским районом около 2 км. Ближайший населённый пункт — административный центр сельского поселения посёлок Иджил, расположенный в 13 км к западу от посёлка Северный. 
Согласно классификации климатов Кёппена-Гейгера посёлок находится в зоне семиаридного климата (индекс Bsk). Среднегодовая температура - 9,2 С, количество осадков - 284 мм, наибольшее количество осадков выпадает в июне - 31 мм, наименьшее в феврале, марте и апреле - по 17 мм. В окрестностях посёлка распространены бурые пустынно-степные солонцеватые почвы в комплексе с солонцами.
Часовой пояс
Северный, как и вся Республика Калмыкия, находится в часовой зоне МСК (московское время). Смещение применяемого времени относительно UTC составляет +3:00.

## Население
В конце 1980-х в посёлке проживало около 370 жителей.
| 2002 | 2010 |
| ---- | ---- |
| 74   | ↘45  |

Национальный состав
Согласно результатам переписи 2002 года большинство населения посёлка составляли калмыки (74 %)
| Национальность | Численность (2010) | Процент |
| -------------- | ------------------ | ------- |
| Калмыки        | 45                 | 100%    |
| Всего          | 45                 | 100%    |

## Социальная инфраструктура
Социальная инфраструктура не развита. Ближайшие учреждения культуры (клуб, библиотека) и образования (средняя школа, детский сад) расположены в посёлке Иджил. Медицинское обслуживание жителей посёлка обеспечивают фельдшерско-акушерский пункт, расположенный в посёлке Иджил, и Октябрьская центральная районная больница. Ближайшее отделение скорой медицинской помощи расположено в посёлке Большой Царын.
Посёлок негазифицирован. Центральное водоснабжение отсутствует, потребность в пресной воде обеспечивается индивидуально, путём доставки воды к каждому домовладению.  Водоотведение обеспечивается за счёт использования выгребных ям. Система сбора организации сбора твёрдых бытовых отходов не организована.
Для захоронения умерших, как правило, используются местное кладбище.